# Henri Madelin

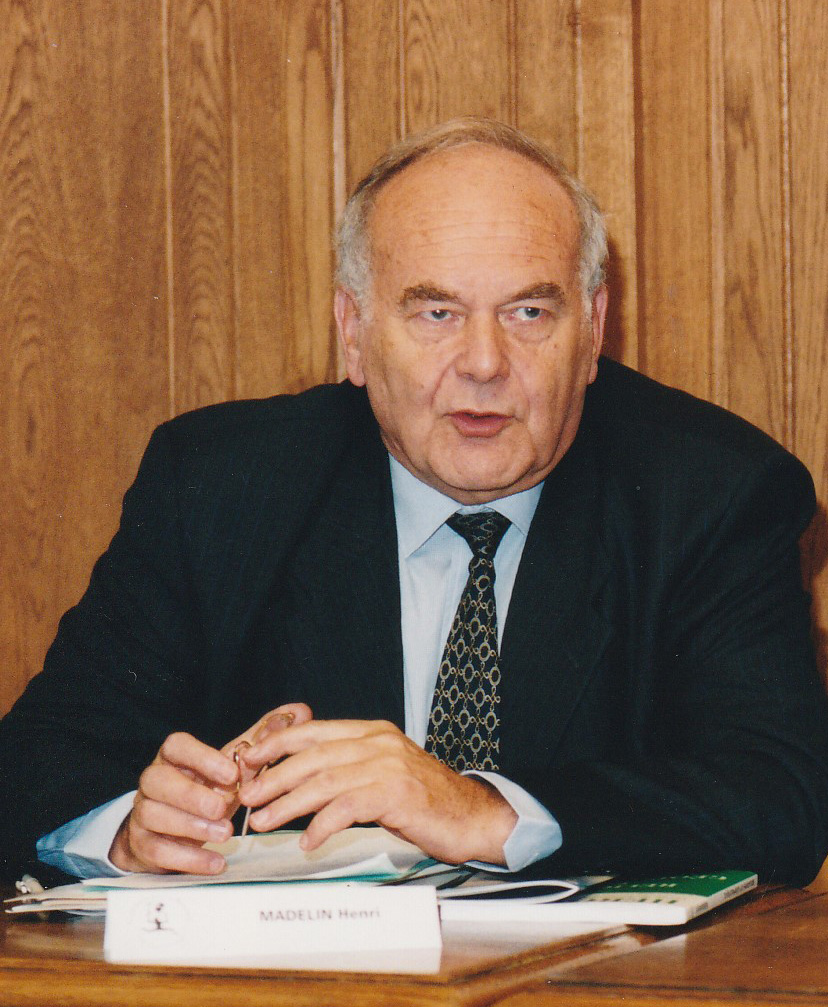
Henri Madelin

Henri Madelin SJ (* 26. April 1936 in Guebwiller, Elsass; † 8. April 2020 in Lille) war ein französischer Jesuit und Hochschullehrer.

## Leben
Henri Madelin studierte nach seinem Schulabschluss in Blois Rechts- und Wirtschaftswissenschaften am Institut d’études politiques de Paris. Eine weitere Ausbildung an der französischen Eliteuniversität École nationale d’administration verfolgte er nicht mehr und trat 1957 in den Jesuitenorden ein. Er studierte zunächst vier Jahre lang Philosophie in der Studienanstalt der Jesuiten in Vals-près-le-Puy bei Le Puy-en-Velay und am Collège Libermann in Douala, Kamerun. Nach dem anschließenden Theologiestudium an der Theologischen Fakultät in Lyon-Fourvière (seit 1974 Centre Sèvres) empfing er 1967 in Lyon die Priesterweihe.
1973 übernahm er aus seinem Sozialapostolat heraus die Leitung von Action Populaire, das zum Zentrum für Forschung und soziales Handeln (Centre de recherche et d’action sociales, CERAS) wurde. 1979 wurde er für sechs Jahre zum Provinzial der Gesellschaft Jesu in Frankreich gewählt. Madelin war von 1985 bis 1991 Präsident des Centre Sèvres in Paris, bevor er zum nationalen Kaplan der christlichen Bewegung von Führungskräften und Führungskräften (Mouvement Chrétien des Cadres et dirigeants, MCC) ernannt wurde. 1995 wurde er als Nachfolger von Jean-Yves Calvez SJ Chefredakteur der jesuitischen Revue jésuite Études. Er engagierte sich von 2005 bis 2019 für das Europäische Büro der Jesuiten (OCIPE) beim Europarat in Brüssel und Straßburg.
Er war Professor am Institut d’études sociales (IES) am Centre Sèvres sowie Professor am Institut d’études politiques de Paris (IEP) des Institut Catholique de Paris und hat zahlreiche Schriften veröffentlicht.
Am 8. April 2020 starb Madelin im Alter von 83 Jahren während der COVID-19-Pandemie in Frankreich an den Folgen einer SARS-CoV-2-Infektion.

## Schriften
- Pétrole et politique en Méditerranée occidentale, Armand Colin, 1973.
- La Chine pour nous, Éditions du Centurion, 1974.
- Les chrétiens entrent en politique, Le Cerf, 1975.
- mit Sylvie Toscer: Dieu et César, Essai sur les démocraties occidentales. Desclée de Brouwer, 1994
- Sous le soleil de Dieu, Entretiens avec Yves de Gentil-Baichis, Bayard éditions/Éditions du Centurion, 1996, ISBN 978-2-227-32053-6.
- « Une encyclique tardive sur l’Holocauste : La repentance contestée du Vatican », in Le Monde diplomatique 1998
- La Menace idéologique, Le Cerf, 1989, ISBN 978-2-204-03022-9.
- mit François Boëdec: L’Évangile social, Guide pour une lecture des encycliques sociales. Bayard éditions/Éditions du Centurion, 1999, ISBN 978-2-227-31712-3.
- La Société dans les encycliques de Jean-Paul II, Éditions du Centurion, 2000
- Jeunes sans rivages, Desclée de Brouwer, 2001, ISBN 978-2-220-04942-7.
- Si tu crois, L’Originalité chrétienne, Bayard éditions/Étvdes, 2004, ISBN 978-2-227-47312-6.
- Refaire l’Europe. Le vieux et le neuf (Vorwort von Jacques Delors), L’Europe dans tous ses états, Éditions du Rocher, Monaco, 2007, ISBN 978-2-268-06222-8.
- mit Caroline Pigozzi: Ainsi fait-il. 2013, ISBN 978-2-259-22224-2.
- mit Yohan Picquart: Heurs et malheurs de l’autorité. Lessius, 2018